# Campeonato Brasileiro de Futebol Feminino de 2023 - Série A2
A Série A2 do Campeonato Brasileiro Feminino de 2023 foi a sétima edição deste evento esportivo, um torneio nacional de futebol feminino organizado pela Confederação Brasileira de Futebol (CBF).

## Antecedentes
A Série A2 do Campeonato Brasileiro Feminino foi realizada pela primeira vez em 2017. Nas duas primeiras edições, o regulamento permaneceu semelhante, apenas alterando o número de participantes. De 2019 a 2021, a competição foi disputada por 36 agremiações, contando com representantes de todas as unidades federativas.
Em 18 de maio de 2021, a CBF confirmou para o calendário de 2022 a criação da Série A3. Para viabilizar a nova competição, o número de participantes da Série A2 foi reduzido de de 36 para 16. Em 2023 o número de participantes continuou o mesmo, porém mudando o regulamento da primeira fase.

## Formato e participantes
Nas quartas de final, os clubes se enfrentaram no sistema eliminatório ("mata-mata") classificando-se o vencedor de cada grupo. Na semifinal, os clubes também se enfrentaram no sistema eliminatório classificando-se o vencedor de cada grupo para a final, onde, por fim, os dois clubes se enfrentaram também no sistema eliminatório para definir o campeão.
1. Primeira fase: 16 clubes se dividem em dois grupos de 8 times regionalizados, jogando em turno único
2. Segunda fase (quartas de final): oito clubes distribuídos em quatro grupos de dois clubes cada
3. Terceira fase (semifinal): quatro clubes distribuídos em dois grupos de dois clubes cada
4. Quarta fase (final): em um grupo de dois clubes, de onde sairá o campeão

Os quatro últimos colocados independentemente dos grupos, serão rebaixados para a Série A3 de 2024.

### Critérios de desempate
Em caso de empate de pontos entre dois clubes, os critérios de desempate são aplicados na seguinte ordem:
1. Número de vitórias
2. Saldo de gols
3. Gols marcados
4. Número de cartões vermelhos
5. Número de cartões amarelos
6. Sorteio

## Participantes
| Equipe              | Estado           | Em 2022         | Estádio (mando)    | Capacidade | Títulos        |
| ------------------- | ---------------- | --------------- | ------------------ | ---------- | -------------- |
| 3B da Amazônia      | Amazonas         | 2.º (série A3)  | Colina             | 10 000     | 0 (não possui) |
| América Mineiro     | Minas Gerais     | 9.º             | Alterosas          | 2 000      | 0 (não possui) |
| Botafogo            | Rio de Janeiro   | 5.º             | Nilton Santos      | 44 000     | 0 (não possui) |
| Botafogo-PB         | Paraíba          | 12.º            | Almeidão           | 19 000     | 0 (não possui) |
| CRESSPOM            | Distrito Federal | 16.º (série A1) | Abadião            | 4 200      | 0 (não possui) |
| ESMAC               | Pará             | 14.º (série A1) | Souza              | 6 000      | 0 (não possui) |
| Fluminense          | Rio de Janeiro   | 11.º            | Laranjeiras        | 8 000      | 0 (não possui) |
| Fortaleza           | Ceará            | 8.º             | CT Ribamar Bezerra | 1 000      | 0 (não possui) |
| JC                  | Amazonas         | 7.º             | Floro de Mendonça  | 5 000      | 0 (não possui) |
| Minas Brasília      | Distrito Federal | 6.º             | Defelê             | 6 875      | 1 (2018)       |
| Red Bull Bragantino | São Paulo        | 15.º (série A1) | Nabi Abi Chedid    | 15 010     | 1 (2021)       |
| São José-SP         | São Paulo        | 13.º (série A1) | Martins Pereira    | 16 500     | 0 (não possui) |
| Sport               | Pernambuco       | 3.º (série A3)  | Ilha do Retiro     | 26 418     | 1 (2021)       |
| AD Taubaté          | São Paulo        | 1.º (série A3)  | Joaquinzão         | 9 600      | 0 (não possui) |
| UDA                 | Alagoas          | 10.º            | Rei Pelé           | 20 800     | 0 (não possui) |
| Vila Nova           | Goiás            | 4.º (série A3)  | OBA                | 11 788     | 0 (não possui) |

## Estádios

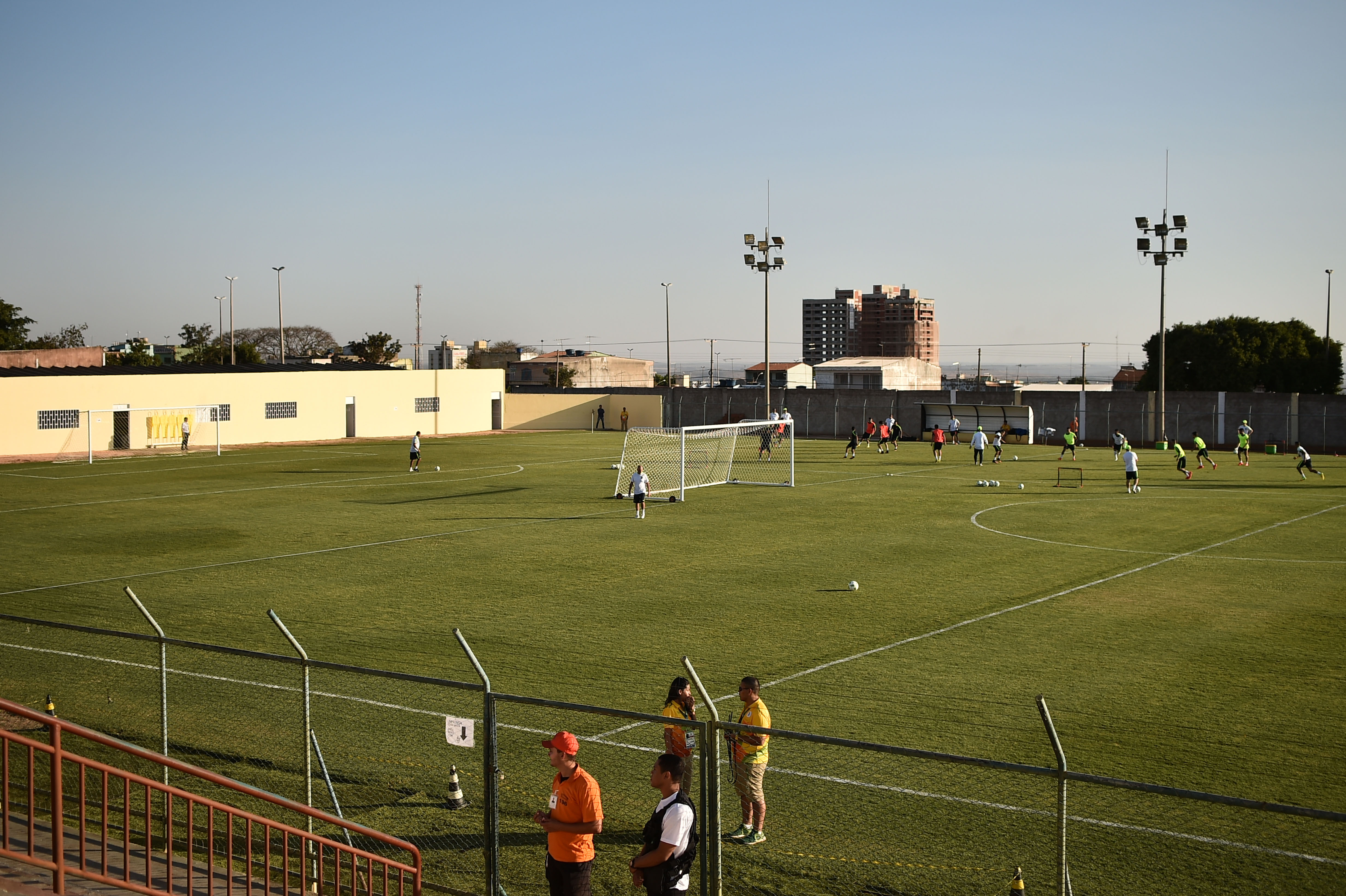
Abadião
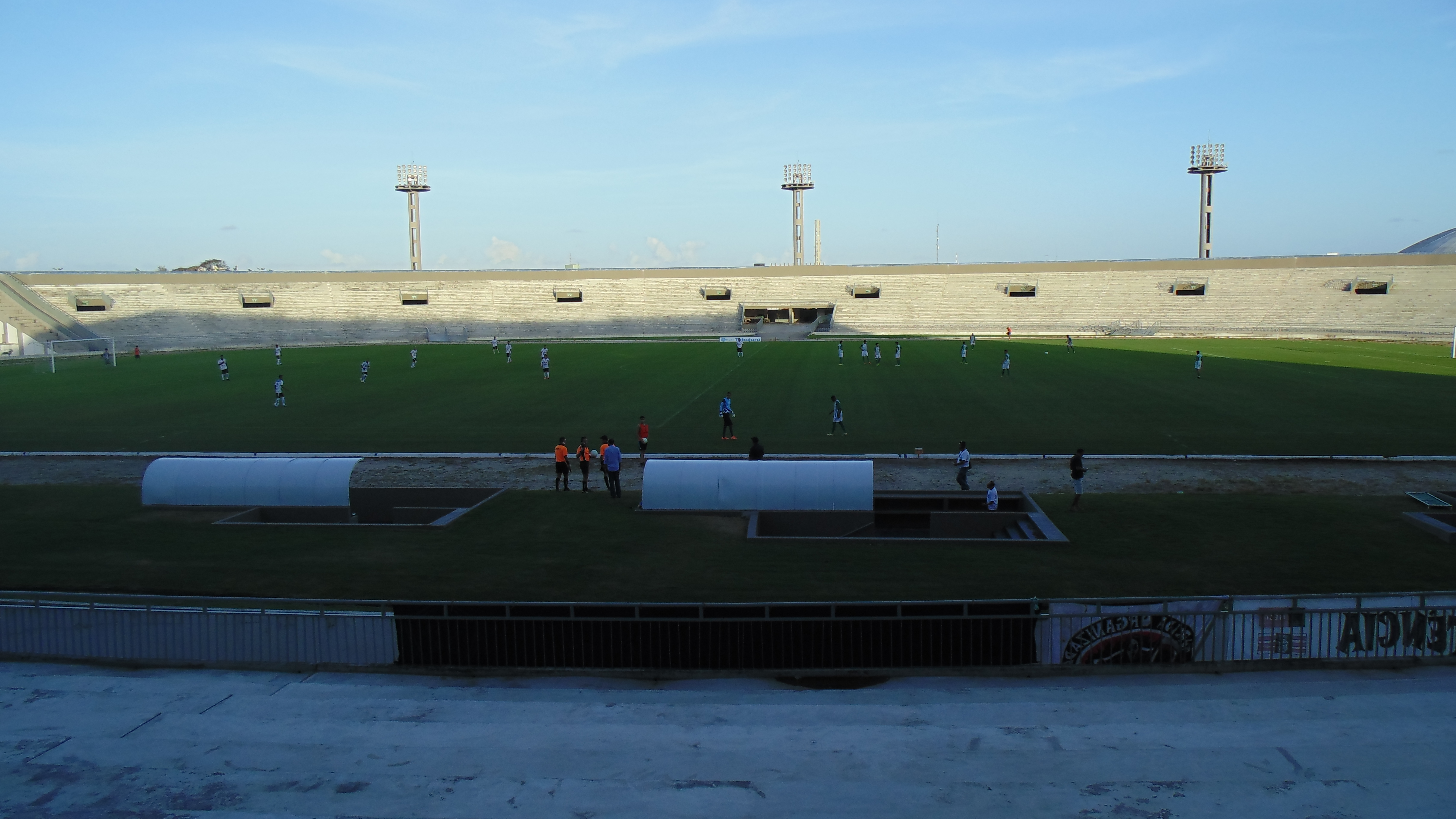
Almeidão
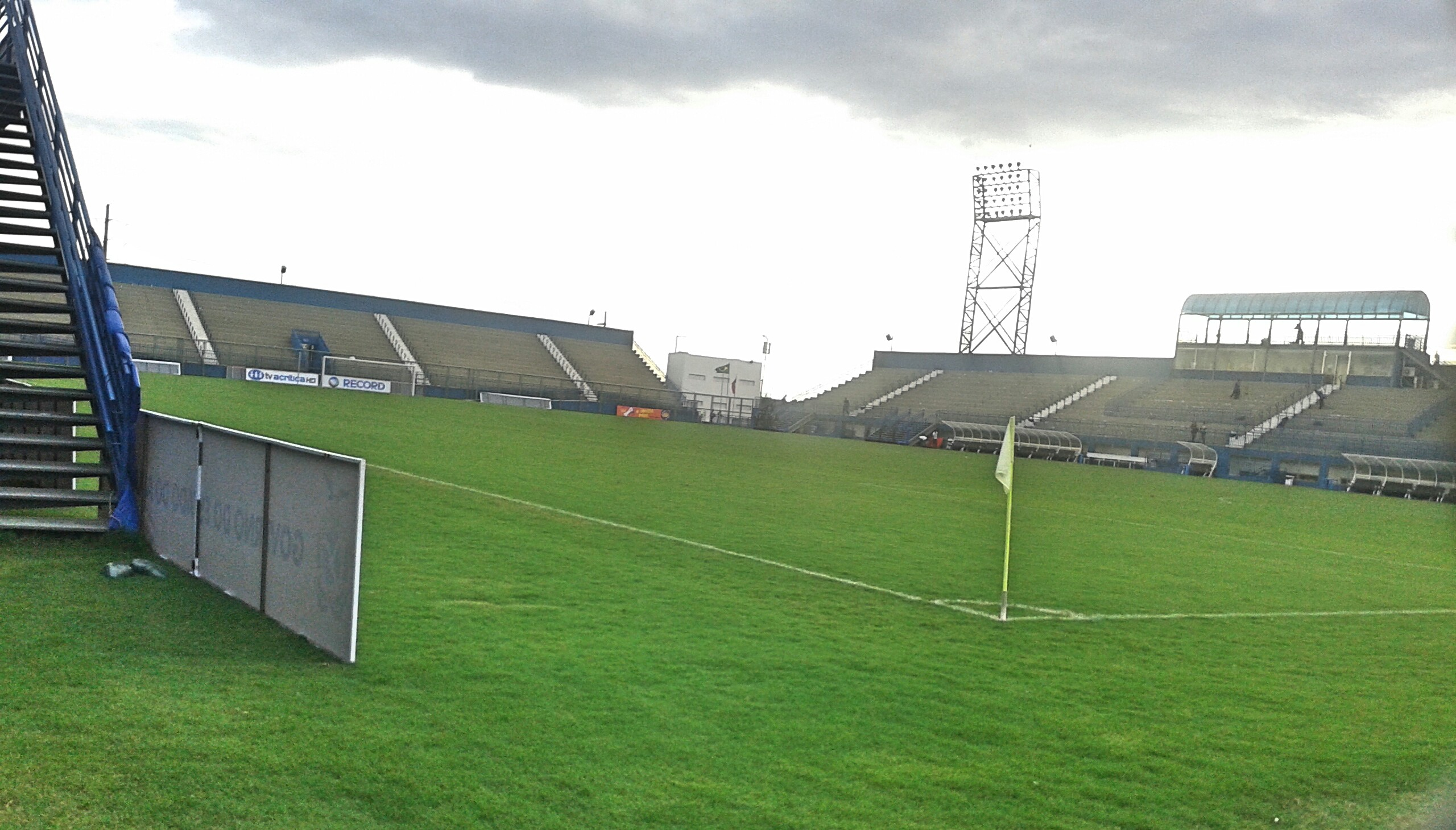
Colina
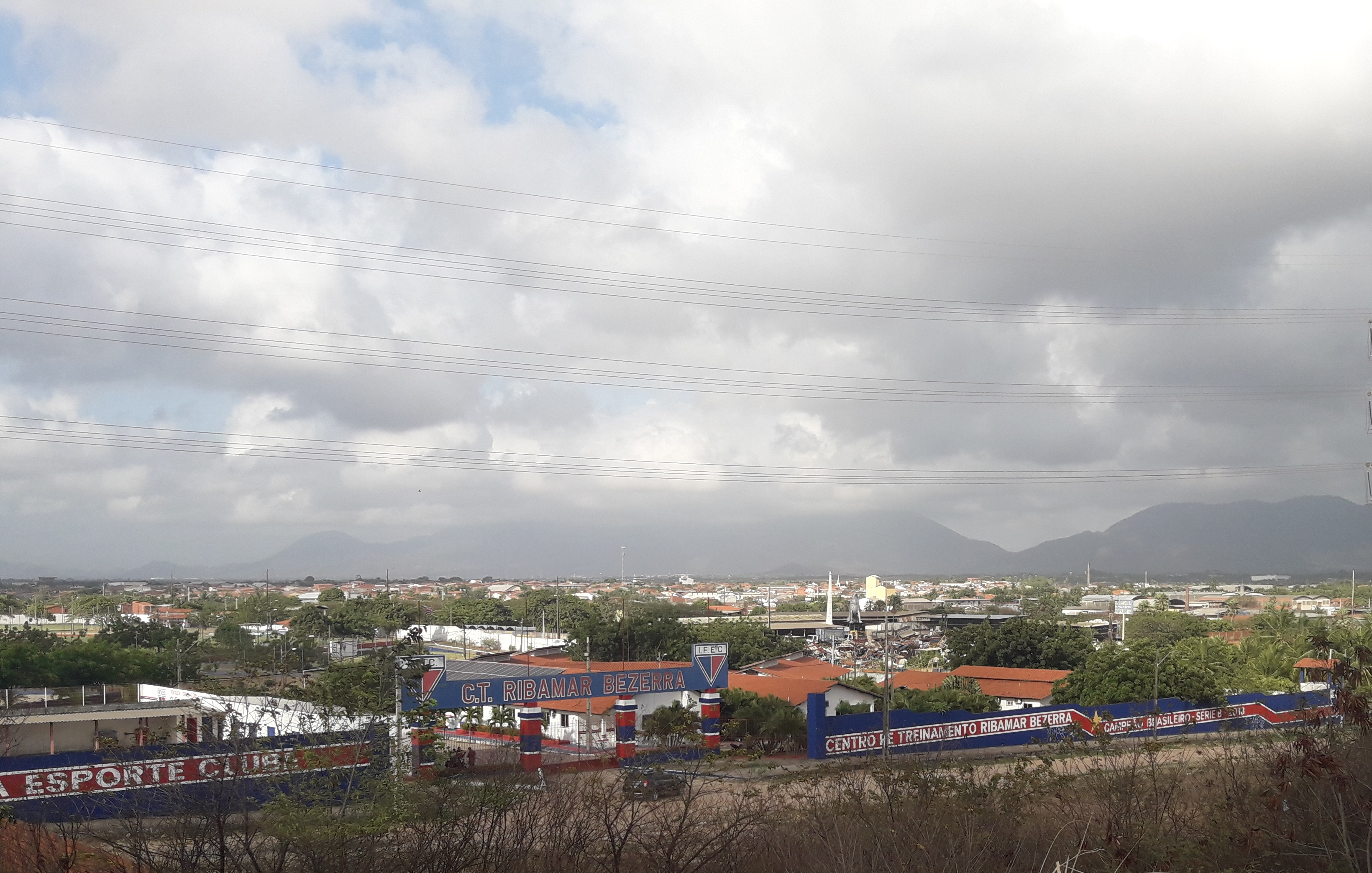
CT Ribamar Bezerra
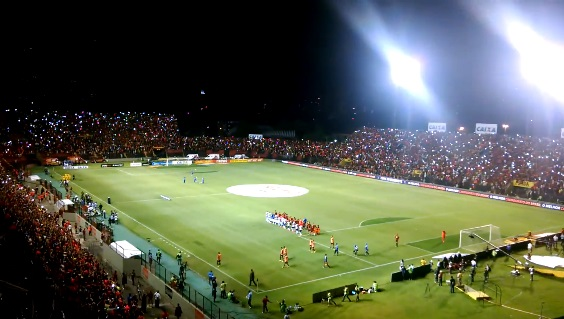
Ilha do Retiro
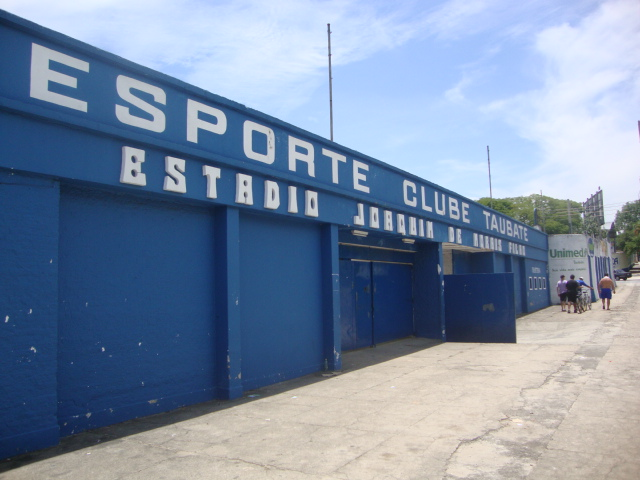
Joaquinzão
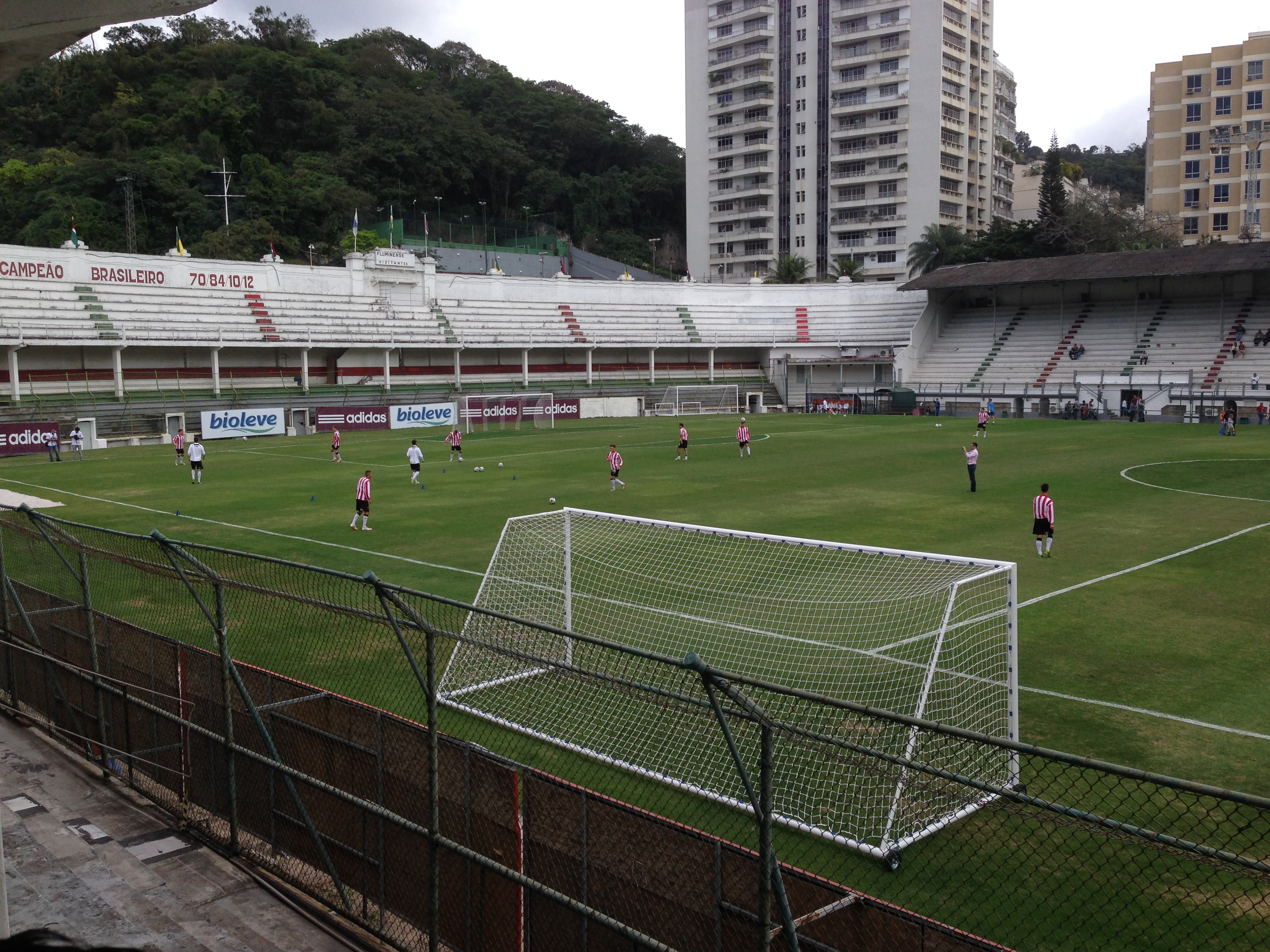
Laranjeiras
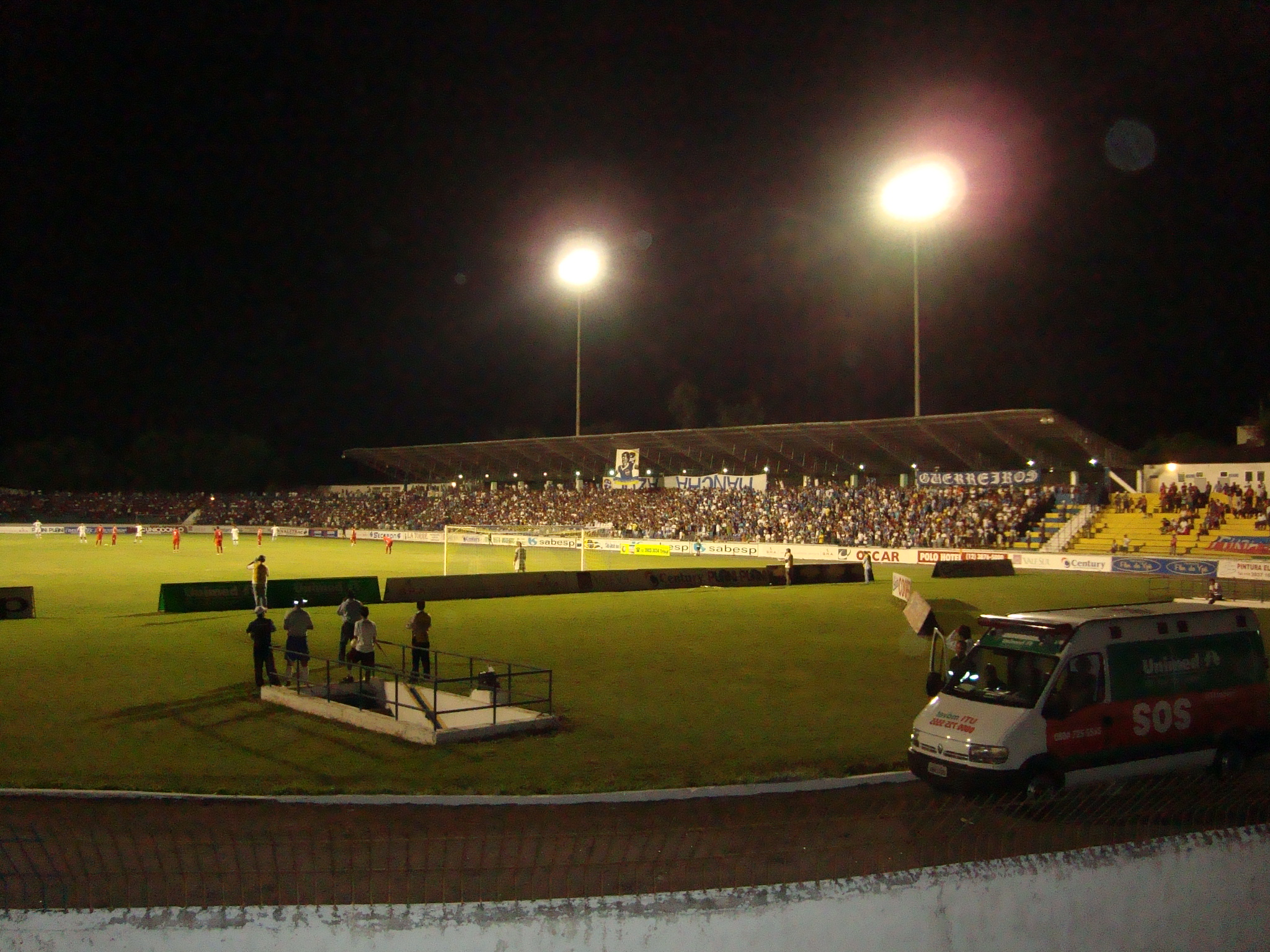
Martins Pereira
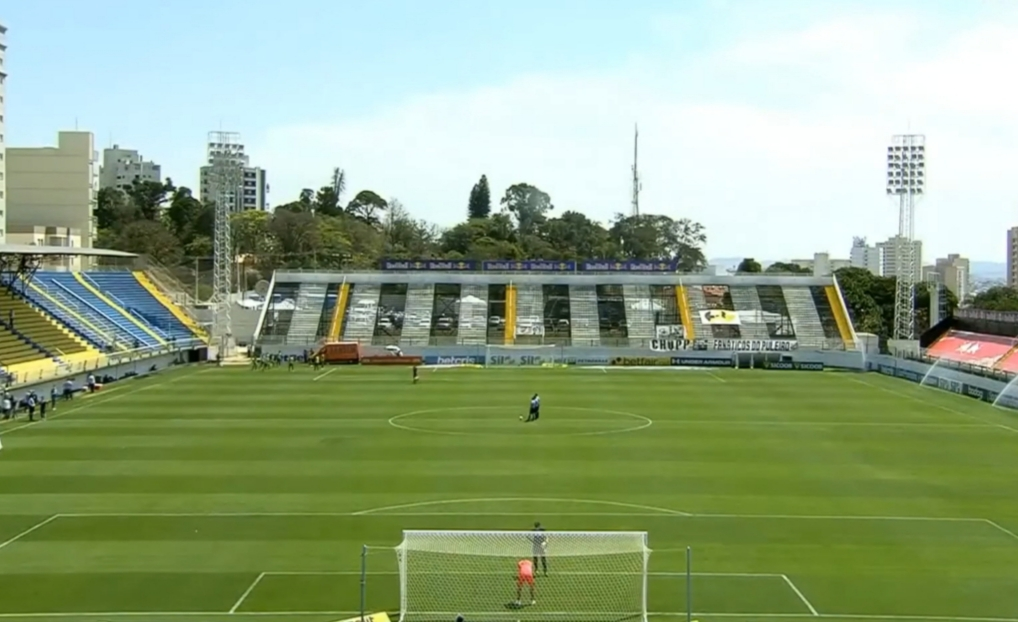
Nabi Abi Chedid
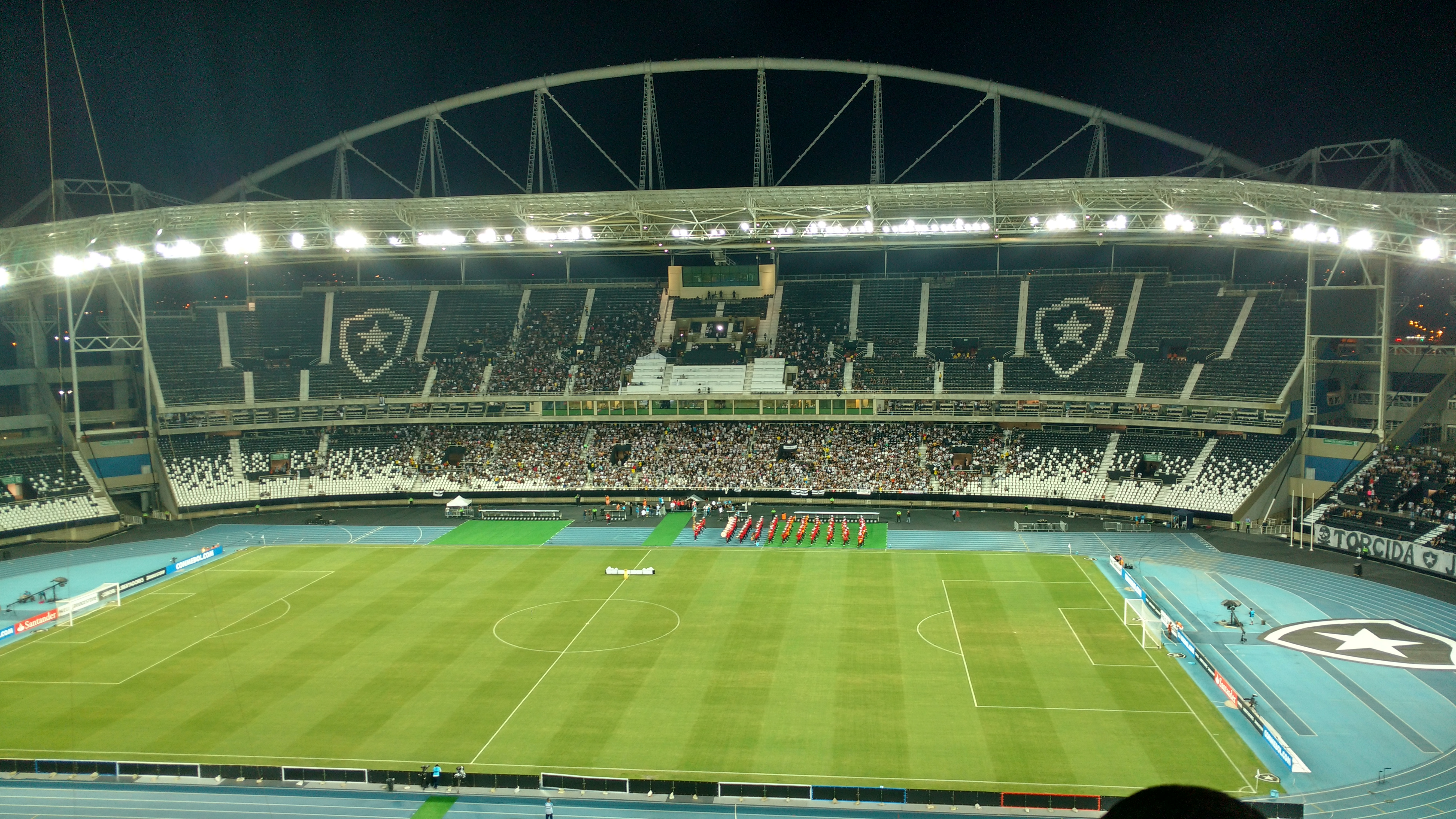
Nilton Santos
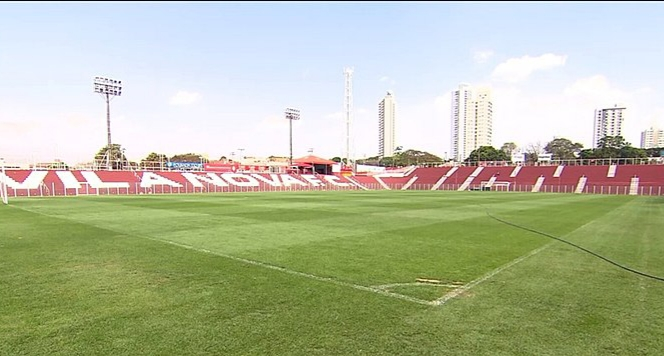
OBA
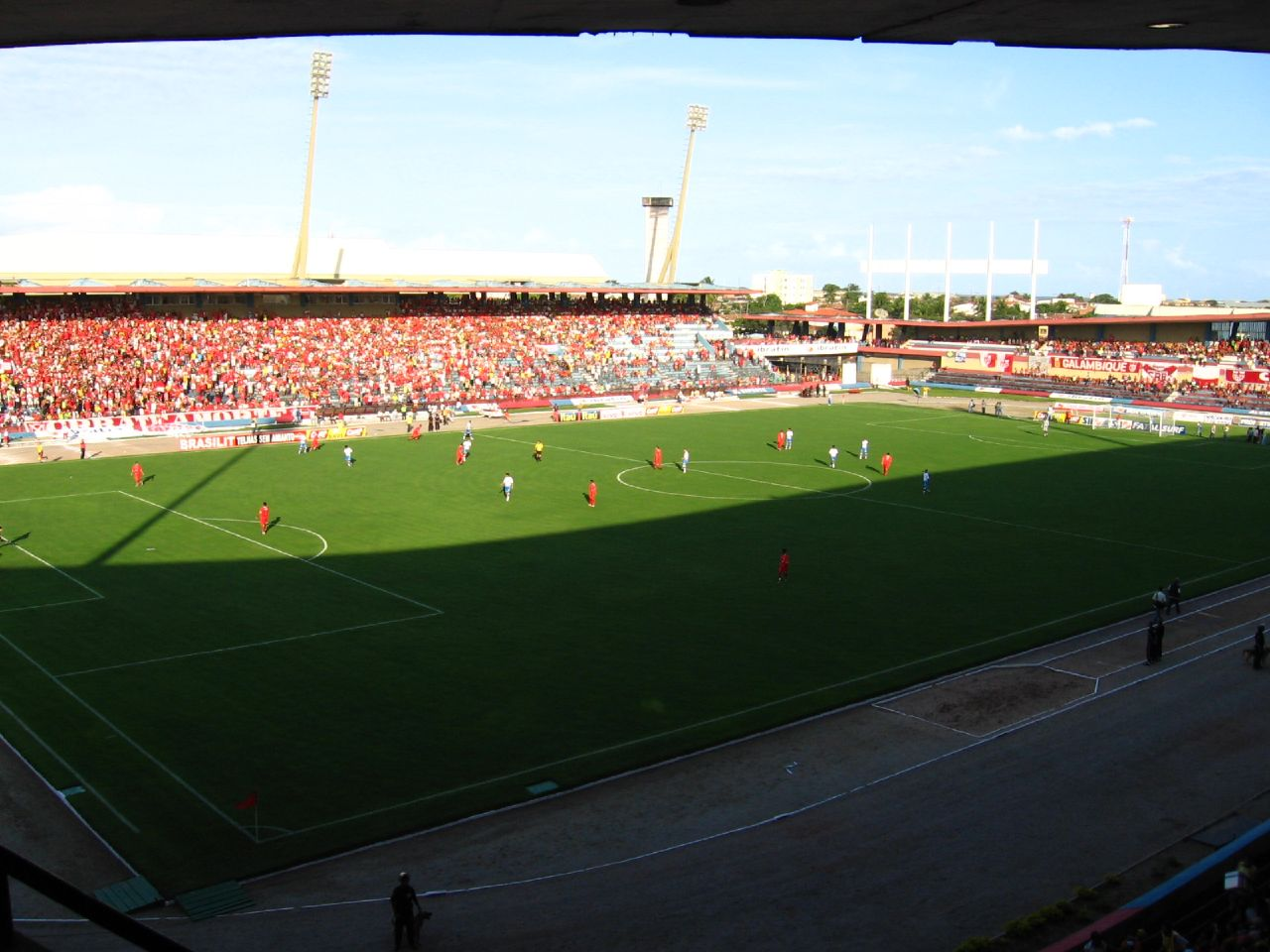
Rei Pelé
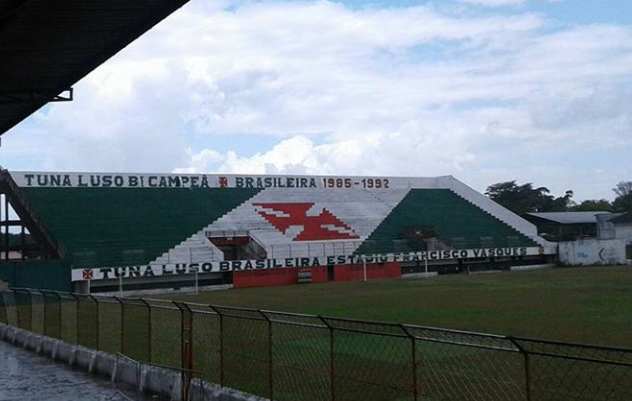
Souza

### Outros estádios
Além dos estádios de mando usual, outros estádios foram utilizados devido a punições de perda de mando de campo impostas pelo Superior Tribunal de Justiça Desportiva ou por conta de problemas de interdição dos estádios usuais ou simplesmente por opção dos clubes em mandar seus jogos em outros locais, geralmente buscando uma melhor renda.

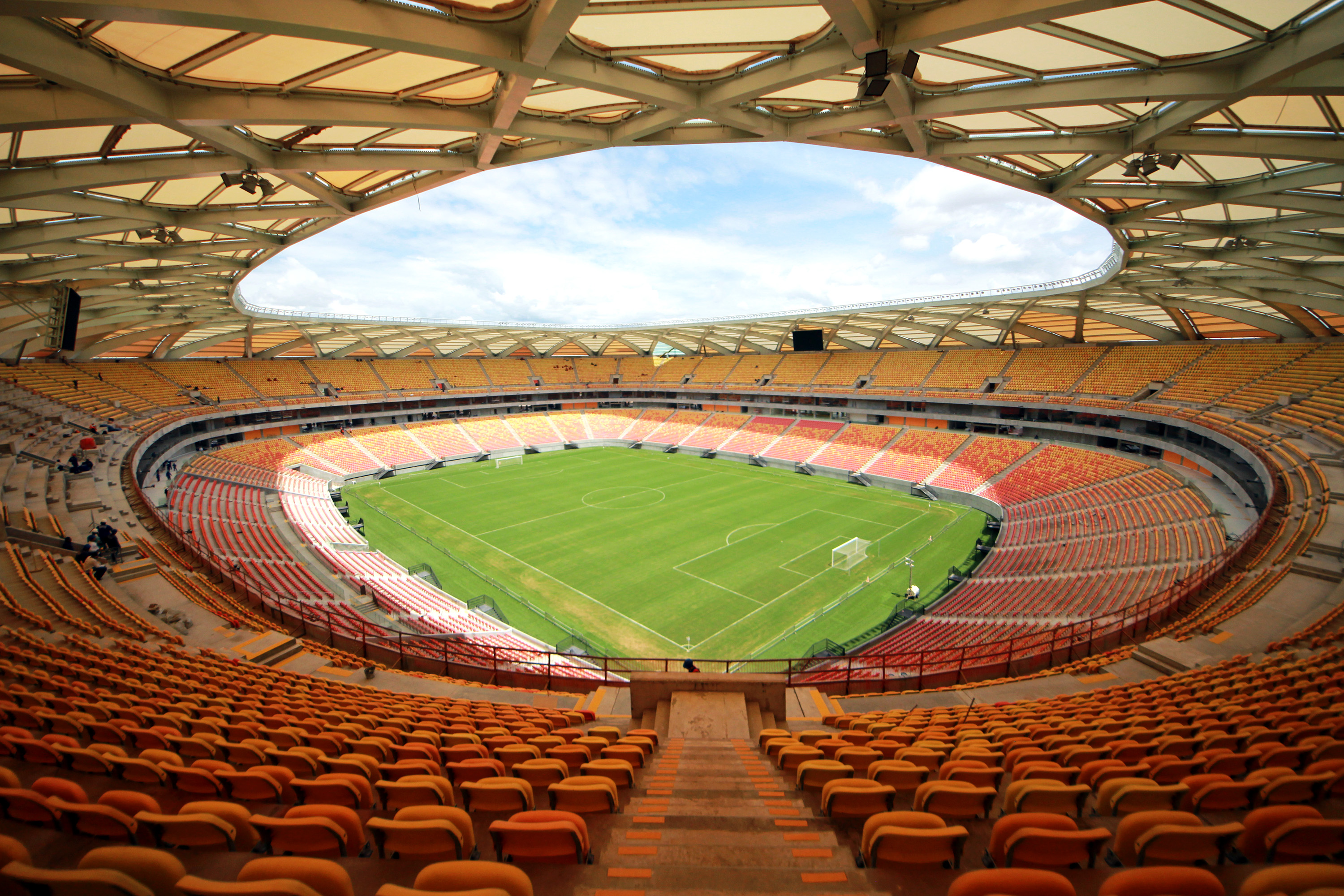
Arena da Amazônia (Manaus)
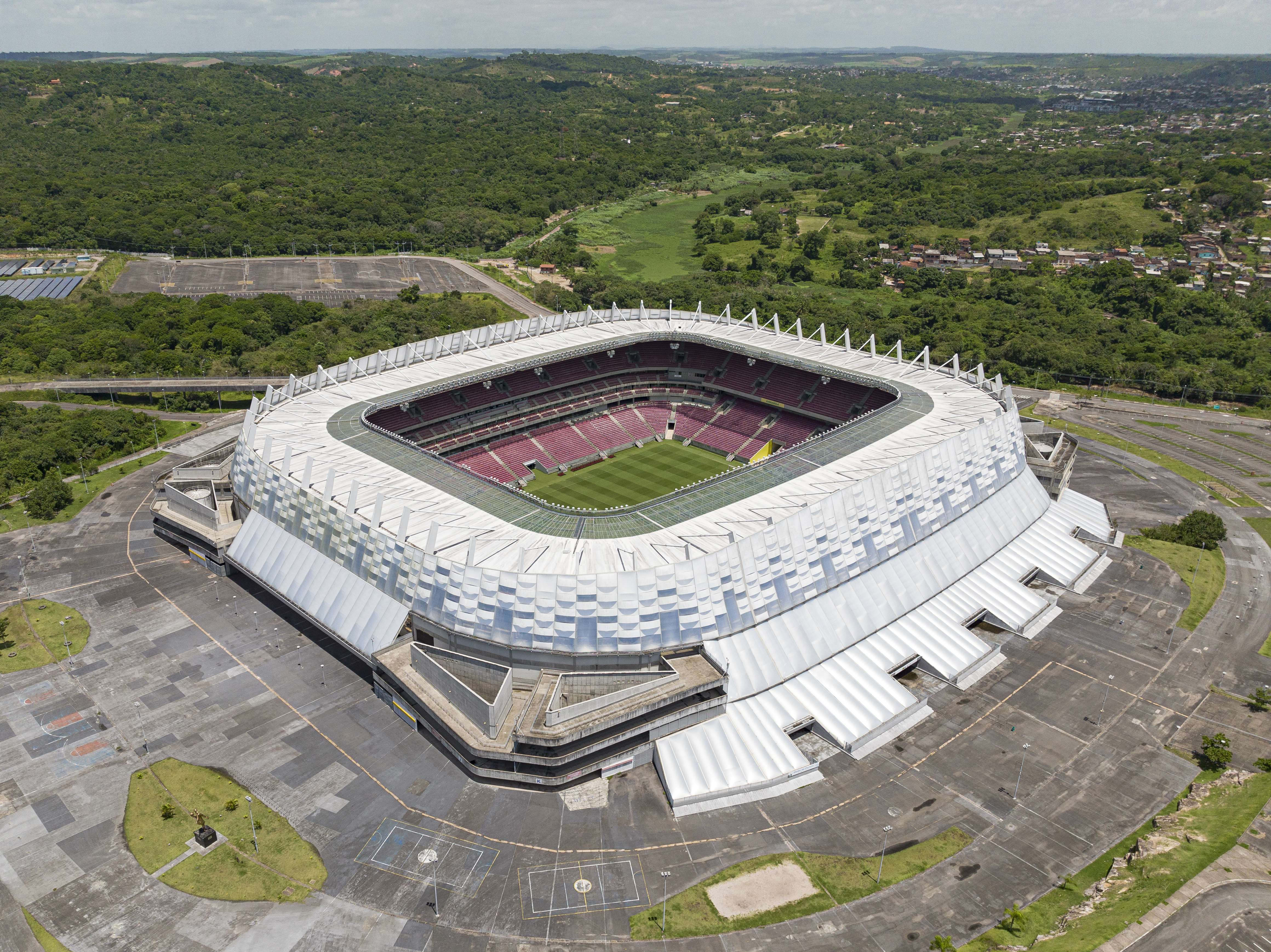
Arena de Pernambuco (São Lourenço da Mata)
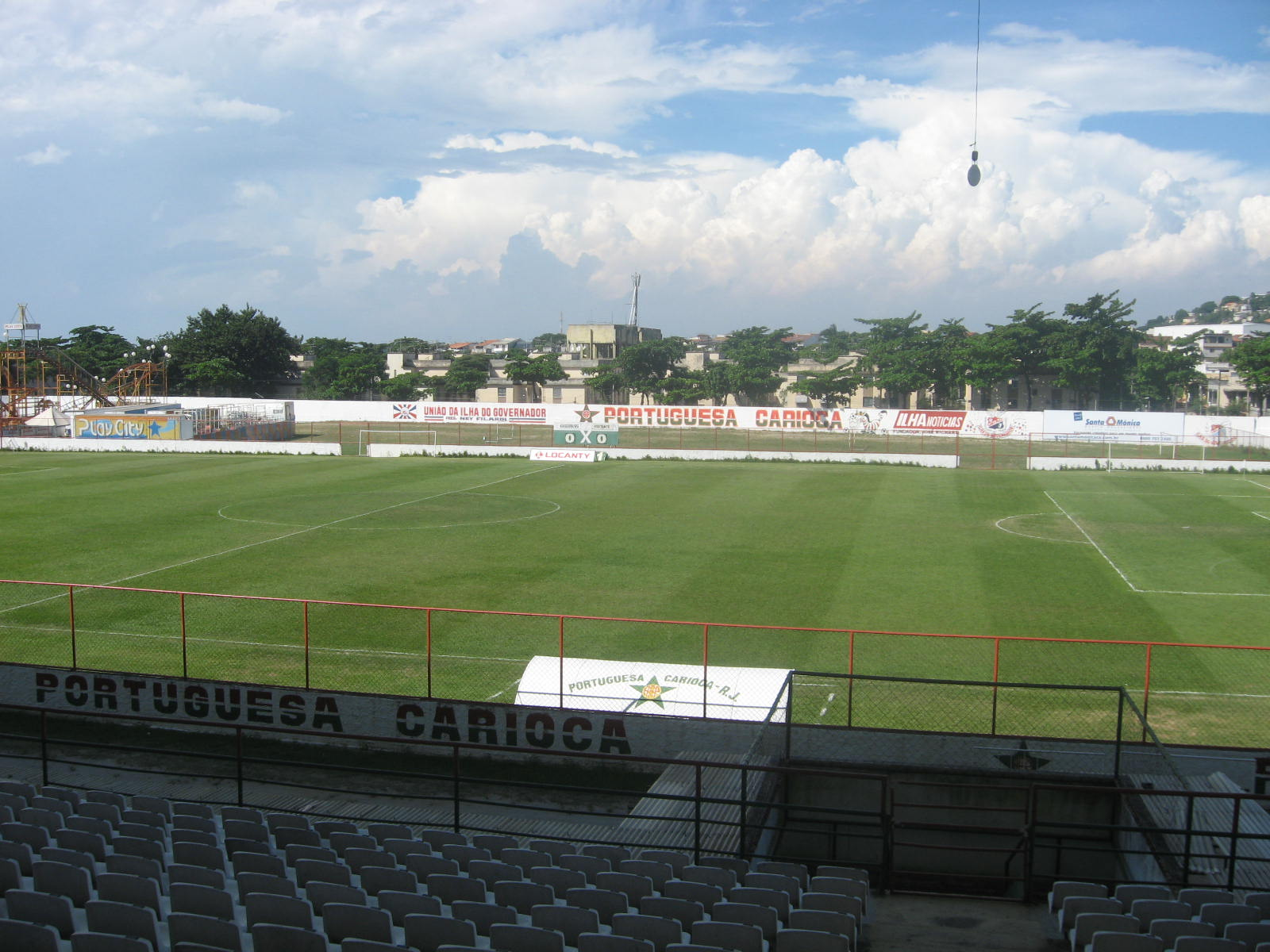
Luso-Brasileiro (Rio de Janeiro)

Ainda foram utilizados o Cefat (Niterói), o CFA Jarinú (Jarinú), o Estádio da UFAL (Maceió), o Gabriel Marques da Silva (Santana de Parnaíba) e o Ninho do Japiim (Castanhal).

## Classificação da primeira fase

### Grupo A
| Pos. | Equipes             | P  | J | V | E | D | GP | GC | SG  | %  | Classificação ou rebaixamento        |
| ---- | ------------------- | -- | - | - | - | - | -- | -- | --- | -- | ------------------------------------ |
| 1    | Botafogo            | 16 | 7 | 5 | 1 | 1 | 15 | 4  | +11 | 76 | Zona de classificação à próxima fase |
| 2    | Red Bull Bragantino | 14 | 7 | 4 | 2 | 1 | 13 | 4  | +9  | 67 | Zona de classificação à próxima fase |
| 3    | Fluminense          | 11 | 7 | 2 | 5 | 0 | 15 | 6  | +9  | 52 | Zona de classificação à próxima fase |
| 4    | América Mineiro     | 10 | 7 | 3 | 1 | 3 | 15 | 7  | +8  | 48 | Zona de classificação à próxima fase |
| 5    | AD Taubaté          | 10 | 7 | 2 | 4 | 1 | 11 | 7  | +4  | 48 | Eliminados na primeira fase          |
| 6    | São José-SP         | 8  | 7 | 2 | 2 | 3 | 10 | 6  | +4  | 38 | Eliminados na primeira fase          |
| 7    | Minas Brasília      | 7  | 7 | 2 | 1 | 4 | 9  | 6  | +3  | 33 | Eliminados na primeira fase          |
| 8    | CRESSPOM            | 0  | 7 | 0 | 0 | 7 | 2  | 50 | –48 | 0  | Zona de rebaixamento à Série A3 2024 |

#### Desempenho por rodada
Clubes que lideraram o grupo ao final de cada rodada:
| Rodadas | Rodadas | Rodadas | Rodadas | Rodadas | Rodadas | Rodadas |
| ------- | ------- | ------- | ------- | ------- | ------- | ------- |
| 1       | 2       | 3       | 4       | 5       | 6       | 7       |
| RBB     | RBB     | RBB     | RBB     | RBB     | BOT     | BOT     |

Clubes que ficaram na última posição do grupo ao final de cada rodada:
| Rodadas | Rodadas | Rodadas | Rodadas | Rodadas | Rodadas | Rodadas |
| ------- | ------- | ------- | ------- | ------- | ------- | ------- |
| 1       | 2       | 3       | 4       | 5       | 6       | 7       |
| CRE     |         |         |         |         |         |         |

### Grupo B
| Pos. | Equipes        | P  | J | V | E | D | GP | GC | SG  | %  | Classificação ou rebaixamento        |
| ---- | -------------- | -- | - | - | - | - | -- | -- | --- | -- | ------------------------------------ |
| 1    | Fortaleza      | 17 | 7 | 5 | 2 | 0 | 11 | 6  | +5  | 81 | Zona de classificação à próxima fase |
| 2    | JC             | 16 | 7 | 5 | 1 | 1 | 19 | 4  | +15 | 76 | Zona de classificação à próxima fase |
| 3    | UDA            | 13 | 7 | 4 | 1 | 2 | 14 | 6  | +8  | 62 | Zona de classificação à próxima fase |
| 4    | 3B da Amazônia | 11 | 7 | 3 | 2 | 2 | 10 | 6  | +4  | 52 | Zona de classificação à próxima fase |
| 5    | Sport          | 7  | 7 | 2 | 1 | 4 | 9  | 15 | –6  | 33 | Eliminados na primeira fase          |
| 6    | Vila Nova      | 7  | 7 | 2 | 1 | 4 | 8  | 14 | –6  | 33 | Zona de rebaixamento à Série A3 2024 |
| 7    | Botafogo-PB    | 6  | 7 | 2 | 0 | 5 | 7  | 18 | –11 | 28 | Zona de rebaixamento à Série A3 2024 |
| 8    | ESMAC          | 2  | 7 | 0 | 2 | 5 | 7  | 16 | –9  | 10 | Zona de rebaixamento à Série A3 2024 |

#### Desempenho por rodada
Clubes que lideraram o grupo ao final de cada rodada:
| Rodadas | Rodadas | Rodadas | Rodadas | Rodadas | Rodadas | Rodadas |
| ------- | ------- | ------- | ------- | ------- | ------- | ------- |
| 1       | 2       | 3       | 4       | 5       | 6       | 7       |
| 3BS     | 3BS     | UDA     | 3BS     | FOR     | FOR     | FOR     |

Clubes que ficaram na última posição do grupo ao final de cada rodada:
| Rodadas | Rodadas | Rodadas | Rodadas | Rodadas | Rodadas | Rodadas |
| ------- | ------- | ------- | ------- | ------- | ------- | ------- |
| 1       | 2       | 3       | 4       | 5       | 6       | 7       |
| BPB     | BPB     | BPB     | SPT     | ESM     | ESM     | ESM     |

## Fase final
As equipes que estão em italíco possuem o mando de campo no primeiro jogo e em negrito as equipes classificadas.
|  | Quartas de final    | Quartas de final    | Quartas de final | Quartas de final |   |                 | Semifinais       | Semifinais       | Semifinais       | Semifinais       |  |            | Final          | Final          | Final          | Final          |  |  |
|  | 3 a 11 de junho     | 3 a 11 de junho     | 3 a 11 de junho  | 3 a 11 de junho  |   |                 | 17 a 25 de junho | 17 a 25 de junho | 17 a 25 de junho | 17 a 25 de junho |  |            | 2 e 9 de julho | 2 e 9 de julho | 2 e 9 de julho | 2 e 9 de julho |  |  |
|  |                     |                     |                  |                  |   |                 |                  |                  |                  |                  |  |            |                |                |                |                |  |  |
|  | Fluminense (pen)    | 0                   | 0                | 0 (4)            |   |                 |                  |                  |                  |                  |  |            |                |                |                |                |  |  |
|  | JC                  | 0                   | 0                | 0 (3)            |   |                 |                  |                  |                  |                  |  |            |                |                |                |                |  |  |
|  | JC                  | 0                   | 0                | 0 (3)            |   | Fluminense      | 1                | 1                | 2                |                  |  |            |                |                |                |                |  |  |
|  |                     |                     |                  |                  |   | Fluminense      | 1                | 1                | 2                |                  |  |            |                |                |                |                |  |  |
|  |                     | Botafogo            | 0                | 1                | 1 |                 |                  |                  |                  |                  |  |            |                |                |                |                |  |  |
|  | 3B da Amazônia      | Botafogo            | 0                | 1                | 1 | 0               | 1                | 1                |                  |                  |  |            |                |                |                |                |  |  |
|  | 3B da Amazônia      |                     |                  |                  |   | 0               | 1                | 1                |                  |                  |  |            |                |                |                |                |  |  |
|  | Botafogo            | 0                   | 7                | 7                |   |                 |                  |                  |                  |                  |  |            |                |                |                |                |  |  |
|  | Botafogo            | 0                   | 7                | 7                |   |                 |                  |                  |                  |                  |  | Fluminense | 0              | 0              | 0              |                |  |  |
|  |                     |                     |                  |                  |   |                 |                  |                  |                  |                  |  | Fluminense | 0              | 0              | 0              |                |  |  |
|  |                     | Red Bull Bragantino | 3                | 1                | 4 |                 |                  |                  |                  |                  |  |            |                |                |                |                |  |  |
|  | América Mineiro     | Red Bull Bragantino | 3                | 1                | 4 | 2               | 2                | 4                |                  |                  |  |            |                |                |                |                |  |  |
|  | América Mineiro     |                     |                  |                  |   | 2               | 2                | 4                |                  |                  |  |            |                |                |                |                |  |  |
|  | Fortaleza           | 1                   | 0                | 1                |   |                 |                  |                  |                  |                  |  |            |                |                |                |                |  |  |
|  | Fortaleza           | 1                   | 0                | 1                |   | América Mineiro | 0                | 0                | 0                |                  |  |            |                |                |                |                |  |  |
|  |                     |                     |                  |                  |   | América Mineiro | 0                | 0                | 0                |                  |  |            |                |                |                |                |  |  |
|  |                     | Red Bull Bragantino | 2                | 3                | 5 |                 |                  |                  |                  |                  |  |            |                |                |                |                |  |  |
|  | UDA                 | Red Bull Bragantino | 2                | 3                | 5 | 1               | 2                | 3                |                  |                  |  |            |                |                |                |                |  |  |
|  | UDA                 |                     |                  |                  |   | 1               | 2                | 3                |                  |                  |  |            |                |                |                |                |  |  |
|  | Red Bull Bragantino | 7                   | 5                | 12               |   |                 |                  |                  |                  |                  |  |            |                |                |                |                |  |  |

## Premiação
| Campeonato Brasileiro Feminino de 2023 – Série A2 |
| São Paulo                                         |
| ------------------------------------------------- |
| RED BULL BRAGANTINO Campeã (2.º título)           |

## Estatísticas

### Artilharia
| Gols | Jogadora        | Equipe              |
| ---- | --------------- | ------------------- |
| 10   | Pauli           | Red Bull Bragantino |
| 7    | Luana Lima      | Red Bull Bragantino |
| 6    | Valéria         | Botafogo            |
| 6    | Karol Cardozo   | UDA                 |
| 6    | Letícia         | Red Bull Bragantino |
| 5    | Daiane          | AD Taubaté          |
| 5    | Radija          | América Mineiro     |
| 5    | Sol             | Fluminense          |
| 4    | Gadu            | Fluminense          |
| 4    | Karen           | Minas Brasília      |
| 4    | Kelen           | Botafogo            |
| 4    | Mayara Vaz      | Botafogo            |
| 4    | Samhia Simão    | JC                  |
| 3    | 9 futebolistas  |                     |
| 2    | 21 futebolistas |                     |
| 1    | 75 futebolistas |                     |

### Hat-trick
Estes foram os hat-tricks do Campeonato:
|   | Jogadora   | Gols          | Mandante       | Placar | Visitante           | Data        | Etapa      | Ref.   |
| - | ---------- | ------------- | -------------- | ------ | ------------------- | ----------- | ---------- | ------ |
| 1 | Karen      | 10', 15', 25' | Minas Brasília | 6 – 0  | CRESSPOM            | 30 de abril | 3.ª rodada | [ 13 ] |
| 2 | Daiane     | 30', 63', 76' | CRESSPOM       | 1 – 6  | AD Taubaté          | 28 de maio  | 7.ª rodada | [ 14 ] |
| 3 | Luana Lima | 16', 43', 71' | UDA            | 1 – 7  | Red Bull Bragantino | 4 de junho  | Quartas    | [ 15 ] |
| 4 | Kelen      | 17', 45', 72' | Botafogo       | 7 – 1  | 3B da Amazônia      | 11 de junho | Quartas    | [ 16 ] |

### Poker-trick
Estes foram os poker-tricks do Campeonato:
|   | Jogadora | Gols                 | Mandante | Placar | Visitante  | Data       | Etapa      | Ref.   |
| - | -------- | -------------------- | -------- | ------ | ---------- | ---------- | ---------- | ------ |
| 1 | Valéria  | 22', 38', 45+3', 47' | CRESSPOM | 0 – 7  | Botafogo   | 7 de maio  | 4.ª rodada | [ 17 ] |
| 2 | Sol      | 24', 56', 58', 78'   | CRESSPOM | 0 – 8  | Fluminense | 14 de maio | 5.ª rodada | [ 18 ] |

## Classificação final
| Pos. | Equipes             | P  | J  | V  | E | D | GP | GC | SG  | %  | Posição final                                             |
| ---- | ------------------- | -- | -- | -- | - | - | -- | -- | --- | -- | --------------------------------------------------------- |
| 1    | Red Bull Bragantino | 32 | 13 | 10 | 2 | 1 | 34 | 7  | +27 | 82 | Campeão e classificado à e classificado à Série A1 2024   |
| 2    | Fluminense          | 17 | 13 | 3  | 8 | 2 | 17 | 11 | +6  | 44 | Vice-campeão e classificado à Série A2 2024               |
| 3    | Botafogo            | 21 | 11 | 6  | 3 | 2 | 23 | 7  | +16 | 61 | Eliminados nas semifinais e classificadas à Série A1 2024 |
| 4    | América Mineiro     | 16 | 11 | 5  | 1 | 5 | 19 | 13 | +6  | 48 | Eliminados nas semifinais e classificadas à Série A1 2024 |
| 5    | JC                  | 18 | 9  | 5  | 3 | 1 | 19 | 4  | +15 | 67 | Eliminados nas quartas de final                           |
| 6    | Fortaleza           | 17 | 9  | 5  | 2 | 2 | 12 | 10 | +2  | 63 | Eliminados nas quartas de final                           |
| 7    | UDA                 | 13 | 9  | 4  | 1 | 4 | 17 | 18 | –2  | 48 | Eliminados nas quartas de final                           |
| 8    | 3B da Amazônia      | 12 | 9  | 3  | 3 | 3 | 11 | 13 | –2  | 44 | Eliminados nas quartas de final                           |
| 9    | AD Taubaté          | 10 | 7  | 2  | 4 | 1 | 11 | 7  | +4  | 48 | Eliminados na primeira fase                               |
| 10   | São José-SP         | 8  | 7  | 2  | 2 | 3 | 10 | 6  | +4  | 38 | Eliminados na primeira fase                               |
| 11   | Minas Brasília      | 7  | 7  | 2  | 1 | 4 | 9  | 6  | +3  | 33 | Eliminados na primeira fase                               |
| 12   | Sport               | 7  | 7  | 2  | 1 | 4 | 9  | 15 | –6  | 33 | Eliminados na primeira fase                               |
| 13   | Vila Nova           | 7  | 7  | 2  | 1 | 4 | 8  | 14 | –6  | 33 | Zona de rebaixamento à Série A3 2024                      |
| 14   | Botafogo-PB         | 6  | 7  | 2  | 0 | 5 | 7  | 18 | –11 | 28 | Zona de rebaixamento à Série A3 2024                      |
| 15   | ESMAC               | 2  | 7  | 0  | 2 | 5 | 7  | 16 | –9  | 10 | Zona de rebaixamento à Série A3 2024                      |
| 16   | CRESSPOM            | 0  | 7  | 0  | 0 | 7 | 2  | 50 | –48 | 0  | Zona de rebaixamento à Série A3 2024                      |